# アクアラング (ジェスロ・タルのアルバム)
『アクアラング』（Aqualung）は、イギリスのプログレッシブ・ロック・バンド、ジェスロ・タルが1971年に発表した4作目のスタジオ・アルバム。

## 背景
1970年12月に初代ベーシストのグレン・コーニックが脱退し、イアン・アンダーソンの幼馴染であったジェフリー・ハモンドが後任として加入。
本作のレコーディングは、1970年のクリスマス前後の3〜4週間で行われた。アンダーソンは、レコーディングに使用されたアイランド・スタジオの音質に不満を持ち、マーティン・バーも後年「スタジオでは何もかもうまくいかなかったから、バンド・メンバーの間の緊張も高まって、レコーディングは本当に大変だったよ」と振り返っている。「ロコモーティヴ・ブレス（蒸気機関車のあえぎ）」は、まずアンダーソンがバスドラムとハイハットを録音し、それから他のパートをオーバー・ダビングするというプロセスでレコーディングされ、この曲ではクライヴ・バンカーはシンバルとタムを担当した。
歌詞は宗教をテーマとしており、アンダーソン自身は否定しているが批評家からはコンセプト・アルバムとみなされることも多かった。

## 反響
全英アルバムチャートでは23週チャート圏内に入り、最高4位を記録して4度目のトップ10入りを果たした。
アメリカのBillboard 200では7位に達して、自身初の全米トップ10入りを果たし、1971年7月にはRIAAによってゴールドディスクに認定され、リリースから18年後の1989年11月にはトリプル・プラチナの認定を受けている。また、シングル「讃美歌43番」はBillboard Hot 100で91位を記録。
ノルウェーのアルバム・チャートでは31週連続でトップ30入りし、うち4週にわたり3位を記録するヒットとなった。また、2011年にはリマスターCDが再度チャート入りして35位を記録。日本では本作で自身初のオリコンLPチャート入りを果たした。

## 評価
Bruce Ederはオールミュージックにおいて5点満点中4.5点を付け「ハードロックやフォークのメロディと、信仰や宗教に関するイアン・アンダーソンの小難しい考察（組織的な宗教がいかに人間と神の関係を制限しているかというテーマが中心）を融合した、全米7位のヒット作にしては余りにも深遠なレコードで、何百万人ものロック・リスナーの耳に届いたアルバムとしては最も知的な作品の一つ」と評している。
1971年7月22日付の『ローリング・ストーン』誌では、ベン・ガーソンが「音楽的才能は優れており、見事に構築された曲が多いとはいえ、このアルバムは決して突出しておらず、それどころか生真面目さによって台無しにされている」と批判的なレビューを執筆した。しかし、後に同誌が選出した「オールタイム・グレイテスト・アルバム500」では337位にランク・インしている。
マーティン・バーによるタイトル曲のギター・ソロは、『ギター・ワールド』誌が選出した「100グレイテスト・ギター・ソロ」で25位にランク・インした。バー本人によれば、このソロはワン・テイクで録音された即興で、「もしうまくいかなかったら、このスペースはフルート・ソロになるところだったから、あのソロがうまくいったのは私にとってラッキーだった」と語っている。

## 収録曲
特記なき楽曲はイアン・アンダーソン作。
1. アクアラング "Aqualung" (Ian Anderson, Jennie Anderson) – 6:35
2. クロス・アイド・マリー "Cross-Eyed Mary" – 4:08
3. 失意の日は繰り返す（チープ・デイ・リターン） "Cheap Day Return" – 1:22
4. マザー・グース "Mother Goose" – 3:51
5. 驚嘆（ワンダリング・アラウド） "Wond'ring Aloud" – 1:53
6. アップ・トゥ・ミー "Up to Me" – 3:13
7. マイ・ゴッド "My God" – 7:10
8. 讃美歌43番 "Hymn 43" – 3:17
9. 後流（スリップストリーム） "Slipstream" – 1:11
10. 蒸気機関車のあえぎ（ロコモーティヴ・ブレス） "Locomotive Breath" – 4:24
11. 終末（ワインド・アップ） "Wind-Up" – 6:05

### リマスターCDボーナス・トラック
1. リック・ユア・フィンガーズ・クリーン "Lick Your Fingers Clean" – 2:44
2. 終末（ワインド・アップ／クォッド・ヴァージョン） "Wind Up" – 5:22
3. イアン・アンダーソン・インタヴュー（抄録） "Excerpts from the Ian Anderson Interview" – 13:54
4. ジェフリーへ捧げし歌（BBCセッションズ） "A Song for Jeffrey" – 2:49
5. ファット・マン（BBCセッションズ） "Fat Man" – 2:54
6. ブーレ（BBCセッションズ） "Bourée" (I. Anderson, Johann Sebastian Bach) – 3:58

## 他メディアでの使用例
収録曲「ロコモーティヴ・ブレス」は、『ジュマンジ』（1995年公開）、『ビューティフル・ガールズ』（1996年公開）、『サルバドールの朝』（2006年公開）といった映画のサウンドトラックで使用された。また、『ムーンライト・マイル』（2002年公開）では本作から「アクアラング」と「讃美歌43番」の2曲が使用され、「アクアラング」は『華氏911』（2004年公開）、『グッバイ・キス-裏切りの銃弾-』（2006年公開）でも使用された。

## カヴァー
- クロス・アイド・マリー
  - アイアン・メイデン - シングル「The Trooper」（1983年）のB面に収録[21]。
- 讃美歌43番
  - オーヴァーキル - カヴァー・アルバム『Coverkill』（1999年）に収録[22]。
- ロコモーティヴ・ブレス
  - W.A.S.P. - シングル「Mean Man」〈1989年〉のB面に収録[23]。後にアルバム『ヘッドレス・チルドレン』のリマスターCDにも収録された。
  - ハロウィン - カヴァー・アルバム『ジュークボックス』（1999年）に収録。
  - スティクス - カヴァー・アルバム『Big Bang Theory』（2005年）に収録[24]。

## 参加ミュージシャン
- イアン・アンダーソン - ボーカル、フルート、アコースティック・ギター、バスドラム、ハイハット
- マーティン・バー - エレクトリックギター、リコーダー
- ジョン・エヴァン - オルガン、ピアノ、メロトロン
- ジェフリー・ハモンド - ベース、アルト・リコーダー、ボーカル
- クライヴ・バンカー - ドラムス、パーカッション

アディショナル・ミュージシャン
- デヴィッド・パーマー - オーケストラ・アレンジ、指揮